# Cingulopsoidea
Cingulopsoidea Fretter & Patil, 1958 è una superfamiglia di molluschi gasteropodi della sottoclasse Caenogastropoda.

## Descrizione
Le specie della superfamiglia includono un opercolo con un piolo prominente, uno strato interno di guscio organico e un semplice guscio conico.
I Cingulopsoidea sono un gruppo monofiletico. Tutti i taxa contenuti mostrano rami particolarmente lunghi. Se i taxa cingulopsoidi siano membri di un gruppo antico o siano in evoluzione particolarmente rapida, non può essere determinato, soprattutto perché non hanno lasciato praticamente alcuna documentazione fossile affidabile. L'anatomia molto semplice degli eatoniellidi è in gran parte plesiomorfa e suggerisce la possibilità che si tratti di un gruppo antico. Al contrario, i cingulopsidi hanno un'anatomia derivata e, almeno nei caratteri radulari, anche Rastodentidae sono altamente derivati. Gli Eatoniellidae sono monofiletici.

## Tassonomia
La superfamiglia comprende tre famiglie:
- Famiglia Cingulopsidae Fretter & Patil, 1958
- Famiglia Eatoniellidae Ponder, 1965
- Famiglia Rastodentidae Ponder, 1966